# International Baby Food Action Network
Das International Baby Food Action Network (IBFAN) (deutsch: Internationales Aktionsnetzwerk zur Säuglingsnahrung) will die Gesundheit und das Wohlbefinden von Säuglingen und Kleinkindern, ihren Müttern und Familien verbessern, und zwar durch Schutz, Förderung und Unterstützung des Stillens und optimaler Säuglingsernährung. IBFAN arbeitet für die weltweite vollständige Umsetzung des Internationalen Kodexes zur Vermarktung von Muttermilchersatzprodukten der Weltgesundheitsorganisation WHO und den zugehörigen Resolutionen. IBFAN wurde am 12. Oktober 1979 gegründet.

## Struktur
IBFAN ist ein internationales Netzwerk mit acht regionalen Koordinationsbüros für Afrika, Afrika frankophon, arabische Welt, Europa, Asien, Lateinamerika und Karibik, Nordamerika und Ozeanien (Stand: Februar 2013). Vertreter der Regionalbüros bilden zusammen mit Vertretern von Gruppen mit speziellen Aufgaben die Koordinationsversammlung (IBFAN Coordinating Council IBCoCo).

## Einrichtungen
Das Internationale Kodex-Dokumentationszentrum (International Code Documentation Centre ICDC) in Penang (Malaysia), gegründet 1985, sammelt, dokumentiert und veröffentlicht Verstöße gegen den Internationalen Kodex zur Vermarktung von Muttermilchersatzprodukten. Es sammelt und evaluiert Maßnahmen zur Umsetzung des Kodexes in den verschiedenen Ländern und bietet Schulungen und Beratungen zur Umsetzung an.

## Mitgliedschaft
Mitglieder sind über 200 nonprofit-Gruppen aus über 100 Ländern. In Deutschland sind die Aktionsgruppe Babynahrung e. V. (AGB) und die Arbeitsgemeinschaft Freier Stillgruppen e. V. (AFS) Mitglied von IBFAN. (Stand: Februar 2013)
Bedingungen für die Mitgliedschaft:
- keine Förderung, Spenden oder Sponsoring von Herstellern von Produkten für die Säuglingsernährung und verwandten Produkten annehmen
- aktiv für die Durchsetzung des Internationalen Kodexes zur Vermarktung von Muttermilchersatzprodukten und der zugehörigen Resolutionen arbeiten
- Kontakt zum Netzwerk halten
- die 7 Grundsätze von IBFAN unterstützen.

## Grundsätze
(Stand: Oktober 2010)
1. Überall müssen Kinder das Recht auf die bestmögliche Gesundheit haben.
2. Familien, insbesondere Frauen und Kinder, müssen das Recht auf Zugang zu angemessenen und nahrhaften Lebensmitteln und Wasser haben.
3. Frauen haben das Recht zu stillen und informierte Entscheidungen über die Ernährung von Säuglingen und Kleinkindern zu treffen.
4. Frauen haben das Recht auf volle Unterstützung, um zwei Jahre oder länger zu stillen und die ersten sechs Monate ausschließlich zu stillen.
5. Alle Menschen haben das Recht auf Zugang zu qualifizierter Gesundheitsversorgung und zu Informationen, die frei von kommerziellem Einfluss sind.
6. Gesundheitspersonal und Verbraucher haben das Recht, gegen wirtschaftliche Einflüsse geschützt zu werden, die ihr Urteil und ihre Entscheidungen verzerren könnten.
7. Die Menschen haben das Recht, sich für Veränderungen einzusetzen, die die grundlegende Gesundheit schützen, fördern und unterstützen, in internationaler Solidarität.

## Geschichte
Im Laufe des 20. Jahrhunderts ist das Stillen weltweit stark zurückgegangen. Diese Entwicklung führte zu einem erheblichen Anstieg von Mangelernährung, Erkrankungen und Sterbefällen bei Säuglingen und Kleinkindern. Ein wesentlicher Faktor für den Rückgang des Stillens war und ist die massive Vermarktung künstlicher Säuglingsnahrung. Derrick Jelliffe, ein in Jamaika tätiger Arzt, prägte den Begriff der „kommerziogenen Unterernährung“. Damit beschrieb er den Einfluss der Vermarktung von künstlicher Nahrung auf die Gesundheit der Säuglinge.
1974 verabschiedete die Weltgesundheitsversammlung WHA (World Health Assembly, das Parlament der WHO) erstmals eine Resolution zu dem Thema. Darin werden die Mitgliedsstaaten aufgefordert, „Vermarktungsaktivitäten für Säuglingsnahrungen zu überprüfen und angemessene Maßnahmen zur Abhilfe zu ergreifen, einschließlich Regelungen für Werbung und gesetzliche Maßnahmen, wenn nötig“.
1978 führte Senator Edward Kennedy eine Anhörung zur Vermarktung von künstlicher Nahrung in Entwicklungsländern durch. Diese hatte große Wirkung in der Öffentlichkeit.
Im Oktober 1979 veranstalteten WHO und UNICEF eine internationale Konferenz zur Ernährung von Säuglingen und Kleinkindern. Neben Regierungsvertretern, Vertretern von Nichtregierungsorganisationen (NGOs) und Fachexperten nahmen auch Industrievertreter an der Konferenz teil. Im Konsens wurde folgende Empfehlung verabschiedet: „Es sollte einen internationalen Kodex zur Vermarktung von Säuglingsnahrung und anderen Produkten, die als Muttermilchersatz verwendet werden, geben.“ Am Ende dieser Konferenz haben die Vertreter von sechs NGOs sich zum Internationalen Aktionsnetzwerk zur Säuglingsnahrung (International Baby Food Action Network IBFAN) zusammengeschlossen. Sie wollten die weltweiten Vermarktungsaktivitäten überwachen und die gesammelten Informationen austauschen und veröffentlichen.
1981 verabschiedete die WHA den Internationalen Kodex zur Vermarktung von Muttermilchersatzprodukten, unter wesentlicher Beteiligung von IBFAN.
Seither wird der WHA alle zwei Jahre zum Thema Säuglingsernährung Bericht erstattet. Meistens werden dazu dann weitere Resolutionen verabschiedet, die zusammen mit der Resolution von 1981 ein Gesamtpaket bilden.
IBFAN ist an diesen Verhandlungen regelmäßig intensiv beteiligt. Die einzelnen IBFAN-Gruppen setzen sich auf regionaler Ebene für Maßnahmen zum Schutz des Stillens gegenüber den wirtschaftlichen Interessen der Säuglingsnahrungsindustrie ein.

## Auszeichnungen
- 1998 Alternativer Nobelpreis (Right Livelihood Award)